# Pavel Dobeš (fotbalista)
Pavel Dobeš (* 30. listopadu 1962) je bývalý český fotbalista, záložník. Po skončení aktivní kariéry působil jako trenér.

## Fotbalová kariéra
Hrál za Spartu Praha, Zbrojovku Brno, TJ Auto Škoda Mladá Boleslav, SKP Spartak Hradec Králové a TJ Spolana Neratovice. V československé lize nastoupil v 11 utkáních. Gól v lize nedal.

## Ligová bilance
| Ročník                                   | Zápasy | Góly | Klub                       |
| ---------------------------------------- | ------ | ---- | -------------------------- |
| 1. československá fotbalová liga 1981/82 | 1      | 0    | Sparta Praha               |
| Česká národní fotbalová liga 1985/86     | 20     | 4    | Zbrojovka Brno             |
| Česká národní fotbalová liga 1986/87     | 25     | 1    | Zbrojovka Brno             |
| Česká národní fotbalová liga 1987/88     | 11     | 0    | Zbrojovka Brno             |
| Česká národní fotbalová liga 1988/89     | 30     | 9    | Auto Škoda Mladá Boleslav  |
| 1. československá fotbalová liga 1990/91 | 10     | 0    | SKP Spartak Hradec Králové |
| Česká fotbalová liga 1993/94             | -      | 14   | TJ Spolana Neratovice      |
| Česká fotbalová liga 1994/95             | -      | 2    | TJ Spolana Neratovice      |
| CELKEM 1. liga                           | 11     | 0    |                            |